# 大川 (弘前市)
大川（おおかわ）は、青森県弘前市の地名。郵便番号は036-8311。

## 地理
岩木川沿いの地域で、青森県道37号弘前柏線が通る。東は南津軽郡藤崎町飯田・藤崎に接する地区。北は青女子、東は藤崎町飯田・藤崎、南は三世寺、西は高杉に接する。

### 小字
小字として上桜川・桜川・中桜川・奈良田・野田・平岡・見乗がある。

## 沿革
- 1889年（明治22年） - 藤代村の一部。
- 1891年（明治24年） - 当時の記録では人口261、戸数47、厩39であった。
- 1957年（昭和32年） - 弘前市に所属。

### 地名の由来
大川（岩木川）沿いに形成された集落が発達したから。

## 世帯数と人口
2017年（平成29年）6月1日現在の世帯数と人口は以下の通りである。
| 大字             | 世帯数  | 人口  |
| ---------------- | ------- | ----- |
| 大川（小字全域） | 173世帯 | 386人 |

## 施設

### 福祉
- 社会福祉法人弘前豊徳会介護老人保健施設サンタハウス弘前
- 在宅介護支援センター・サンタハウス弘前

### 商業
- 大川りんご冷蔵庫

### 公共
- 下大川集会所

## 小・中学校の学区
市立小・中学校に通う場合、学区は以下の通りとなる。
| 大字 | 番・番地 | 小学校             | 中学校             |
| ---- | -------- | ------------------ | ------------------ |
| 大川 | 全域     | 弘前市立三省小学校 | 弘前市立第二中学校 |

## 交通
- 弘南バス

上大川、中大川、下大川サンタハウス前、下大川（弘前 - 三世寺温泉・板柳・笹館線、他）停留所。